# Pallavolo Reima Crema
Le club de volley-ball masculin de Crema (et qui a changé plusieurs fois de nom en raison de changements de sponsors principaux), évolue au deuxième niveau national (Serie A2).

## Palmarès
Néant

## Effectif de la saison en cours
Entraîneur : Roberto Fant  Italie ; entraîneur-adjoint : Marco Camperi  Italie
| No | Nom               | Taille | Nationalité      |
| -- | ----------------- | ------ | ---------------- |
| 1  | Roberto Cazzaniga | 2,02   | Italie           |
| 2  | Pietro Austoni    | 1,74   | Italie           |
| 3  | Jan Hendrik Held  | 2,00   | Italie/ Pays-Bas |
| 4  | Marco Aiello      | 1,98   | Italie           |
| 5  | Daniele Egeste    | 1,94   | Italie           |
| 7  | Leonardo Caldeira | 1,94   | Brésil           |
| 8  | Danilo Finazzi    | 2,01   | Italie           |
| 9  | Jacopo Botto      | 1,90   | Italie           |
| 15 | Martin JankoviČ   | 1,98   | Slovaquie        |
| 17 | Michele Nonne     | 1,94   | Italie           |
| 17 | Claudio Carletti  | 1,93   | Italie           |

## Joueurs majeurs
- Du monde entier
- Les Français et Crema
  - Jacques Yoko (réceptionneur-attaquant, 1,96 m)